# Thylactus insignis
Thylactus insignis är en skalbaggsart som beskrevs av Charles Joseph Gahan 1890. Thylactus insignis ingår i släktet Thylactus och familjen långhorningar.
Artens utbredningsområde är:
- Angola.
- Gabon.
- Malawi.
- Togo.

Inga underarter finns listade i Catalogue of Life.